# System/360モデル40

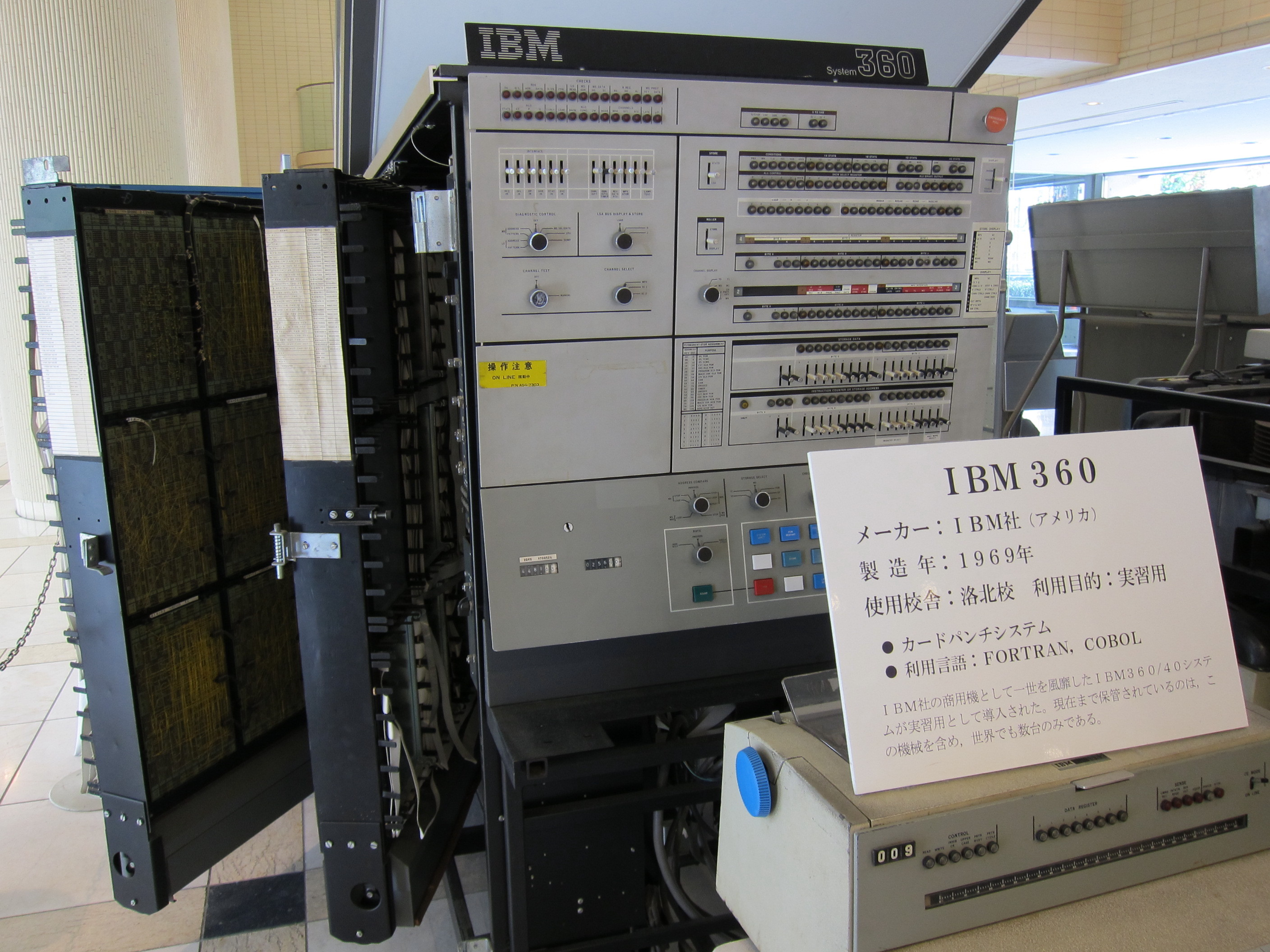
System/360モデル40のIBM 2040 中央演算装置のゲート（横蓋）を開けたところ。

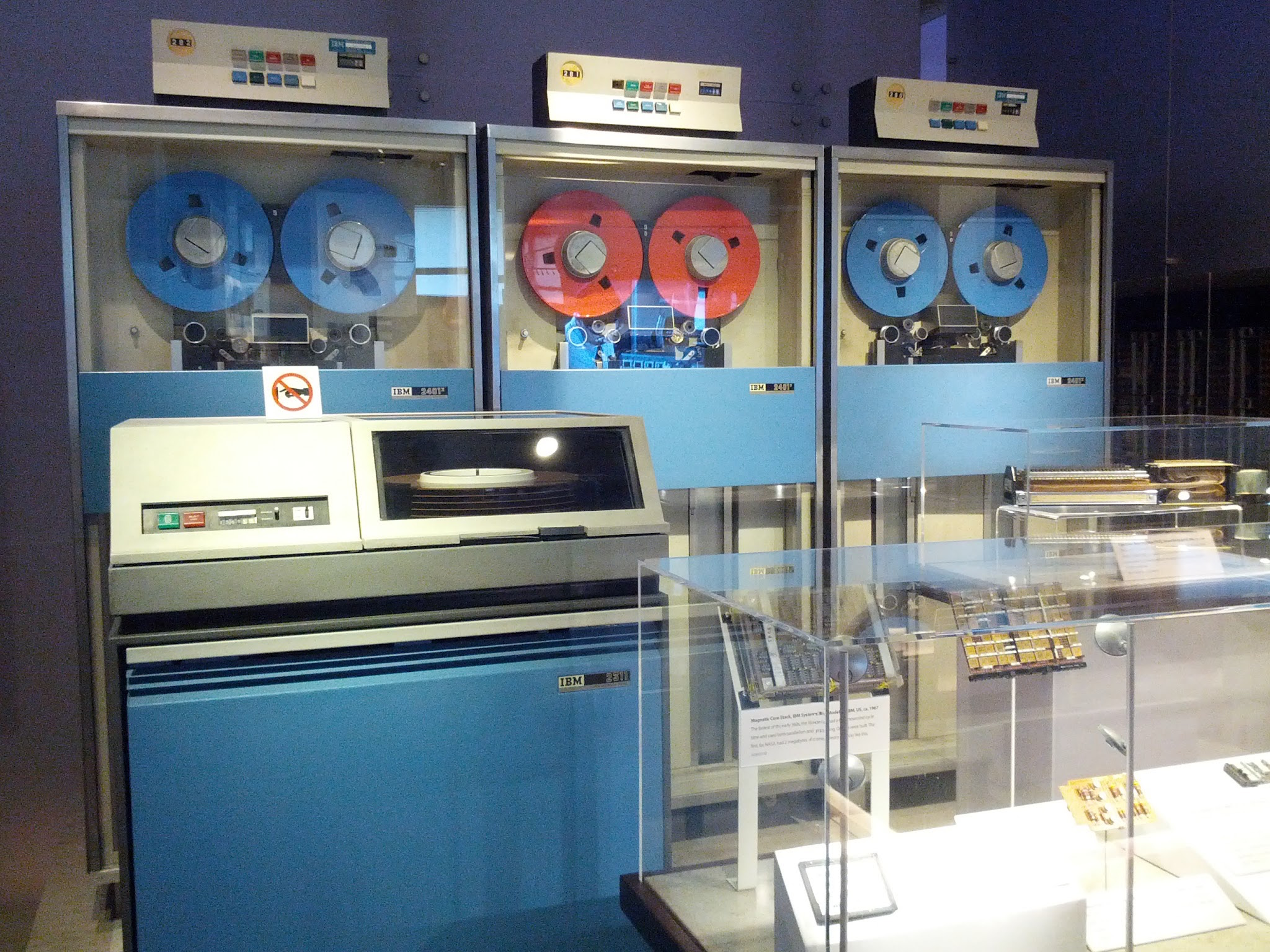
IBM 2311 磁気ディスク駆動装置（左手前）とIBM 2401 磁気テープ装置（奥）が補助記憶装置としてよく用いられた。

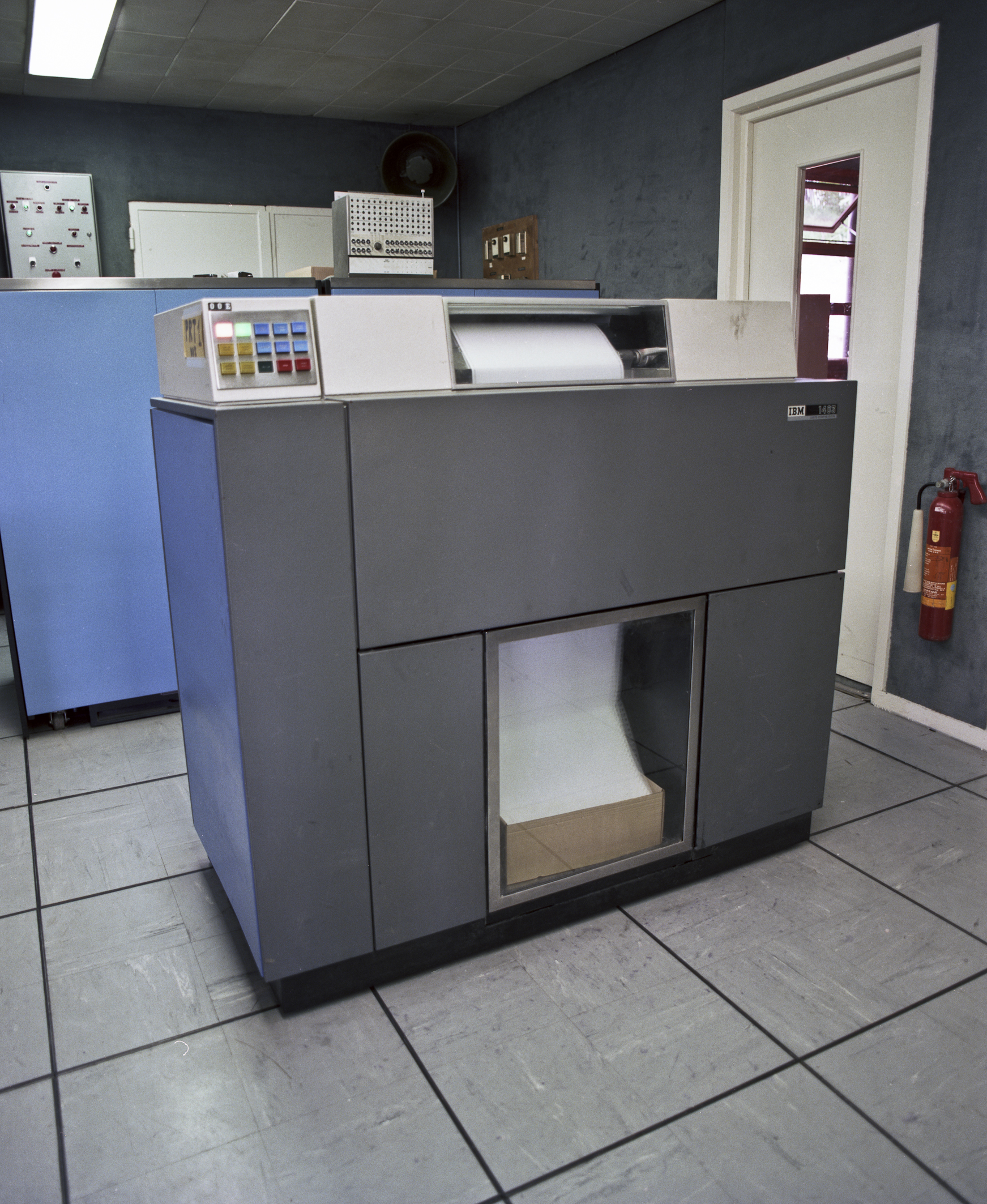
プリンターはIBM 1403 プリンターなどが利用された。

System/360モデル40（システムさんろくまるモデル40）はIBM社のメインフレーム・System/360コンピューター・ファミリーの中型機種で、1964年4月に発表され、1965年に出荷が始まり、1977年に販売停止されている。日本でも広く使われた。

## システム構成
初期のモデル40システムは次のような構成であった 。
モデル40処理装置
IBM 2040 中央演算処理装置
128Kバイト・メモリー、メモリー保護、ユニバーサル命令セット、1マルチプレクサ―・チャンネル、2セレクター・チャンネル、インターバル・タイマー 
操作コンソール
IBM 1052 タイプライター・キーボード(通常の16進法アドレス：009  )
穿孔カード入出力装置
IBM 1442 カード読取り・穿孔装置 (00A)
または
IBM 2540 カード読取り・穿孔装置 (00C & 00D)
プリンター
IBM 1443 プリンター (00B)
または
IBM 1403 プリンター (00E)
磁気ディスク
IBM 2311 磁気ディスク駆動装置 (190 & 191)
IBM 1316 または IBM 2316 ディスクパックを使用
磁気テープ
IBM 2401 磁気テープ装置 (7トラック用は 180 & 181、9トラック用は 182 & 182)
遠隔地通信があれば、次を利用。
通信制御装置
IBM 2701 通信制御装置

## その他
System/360モデル40のオペレーティングシステムは、大部分がDOS/360を利用し、またOS/360を使った場合もあった。
このモデルは米国ニューヨーク州のIBMポケプシーで開発・製造され、ドイツのIBMマインツ工場、日本のIBM藤沢工場で製造された。ハイテク製品の輸入制限下で国産機でもあったので、日本でも広く使われて、同じく国産のIBM 1440システムがらの上位移行も多かった。